# División de Honor femenina de balonmano 2016/17
Die División de Honor femenina de balonmano 2016/2017 war die 60. Spielzeit der höchsten Spielklasse im spanischen Frauenhandball. Nach dem Hauptsponsor wurde sie Liga Loterías genannt. Der Verband RFEBM war Ausrichter der Meisterschaft. Mecalia Atlético Guardés wurde spanischer Meister.

## Modus
14 Teams traten in der Saison 2016/2017 an.

## Tabelle am Ende der Saison
|  | Platz | Team                           | Spiele | G  | U | V  | Tordiff. | Punkte |
|  | ----- | ------------------------------ | ------ | -- | - | -- | -------- | ------ |
|  | 1.    | Mecalia Atlético Guardés       | 26     | 24 | 0 | 2  | +178     | 48     |
|  | 2.    | Super Amara Bera Bera          | 26     | 23 | 0 | 3  | +169     | 46     |
|  | 3.    | Rocasa Gran Canaria ACE        | 26     | 20 | 0 | 6  | +132     | 40     |
|  | 4.    | Rincón Fertilidad Málaga       | 26     | 16 | 2 | 8  | +8       | 34     |
|  | 5.    | Prosetecnisa Zuazo             | 26     | 16 | 2 | 8  | +46      | 34     |
|  | 6.    | Aula Valladolid                | 26     | 13 | 4 | 9  | +33      | 30     |
|  | 7.    | BM Porriño                     | 26     | 12 | 1 | 13 | -12      | 25     |
|  | 8.    | Handbol Canyamelar Valencia    | 26     | 9  | 1 | 16 | -76      | 19     |
|  | 9.    | Elche Mustang                  | 26     | 9  | 1 | 16 | -70      | 19     |
|  | 10.   | KH-7 BM. Granollers            | 26     | 8  | 2 | 16 | -6       | 18     |
|  | 11.   | B.M.C. Mavi Nuevas Tecnologías | 26     | 8  | 2 | 16 | -30      | 18     |
|  | 12.   | Balonmano Base Villaverde      | 26     | 6  | 2 | 18 | -142     | 14     |
|  | 13.   | Helvetia BM Alcobendas         | 26     | 6  | 1 | 19 | -100     | 13     |
|  | 14.   | Esencia 27 ULE Cleba León BM   | 26     | 2  | 2 | 22 | -130     | 6      |